# سان فيليبي (تشيلي)
سان فيليبي (بالإنجليزية: San Felipe)‏ هي مدينة من مدن تشيلي. يبلغ عدد سكانها 71104 نسمة وذلك حسب إحصائيات سنة 2012 Census. يبلغ ارتفاع المدينة عن سطح البحر قرابة 654 متر. تبلغ مساحتها 185.9 كم².

## أعلام
- بوريس ساغريدو
- أوزفالدو سايز
- أرييل ساليناس
- فرناندو مارتيللي
- كارلوس كيلر
- فابيان مونيوث

## وصلات خارجية
- الموقع الإلكتروني